# Gans (Gironde)
Gans is een gemeente in het Franse departement Gironde (regio Nouvelle-Aquitaine) en telt 158 inwoners (1999). De oppervlakte bedraagt 7,01 km², de bevolkingsdichtheid is 22 inwoners per km².

## Demografie
Onderstaande figuur toont het verloop van het inwonertal (bron: INSEE-tellingen).

1. ↑  Populations de référence 2022.